# لس المس
لس المس (به اسپانیایی: Los Olmos) یک شهرستان در اسپانیا است که در استان تروئل واقع شده‌است.

## خصوصیات
لس المس ۴۴ کیلومترمربع مساحت و ۱۴۱ نفر جمعیت دارد و ۸۶۸ متر بالاتر از سطح دریا واقع شده‌است.